# 인지 무선
인지 무선(Cognitive radio, CR)은 사용자 간섭과 혼잡을 피하기 위해 주변에 있는 최고의 무선 채널을 사용하도록 동적으로 프로그래밍하고 구성할 수 있는 무선이다. 이러한 무선은 무선 스펙트럼에서 사용 가능한 채널을 자동으로 감지한 다음 그에 따라 전송 또는 수신 매개변수를 변경하여 한 위치의 특정 스펙트럼 대역에서 더 많은 동시 무선 통신을 허용한다. 이 프로세스는 동적 스펙트럼 관리의 한 형태이다.

## 설명
운영자의 명령에 따라 인지 엔진은 무선 시스템 매개변수를 구성할 수 있다. 이러한 매개변수에는 "파형, 프로토콜, 작동 주파수 및 네트워킹"이 포함된다. 이는 통신 환경에서 자율 단위로 기능하여 액세스하는 네트워크 및 기타 인지 무선(CR)과 환경에 대한 정보를 교환한다. CR은 "무선 출력을 읽는 것" 외에도 "자체 성능을 지속적으로 모니터링"한다. 그런 다음 이 정보를 사용하여 "RF 환경, 채널 상태, 링크 성능 등을 결정"하고 "무선 설정을 조정하여 사용자 요구 사항, 운영 제한 및 규제 제약 조건의 적절한 조합에 따라 필요한 서비스 품질을 제공한다."
일부 "스마트 라디오"(smart radio) 제안은 무선 메시 네트워크를 결합하여 협력적 다양성을 사용하여 주어진 두 노드 사이에서 메시지 경로를 동적으로 변경한다. 인지 무선 - 경로에 있는 두 개의 연속 노드 사이의 메시지에 사용되는 주파수 대역을 동적으로 변경한다. 소프트웨어 정의 라디오 - 연속된 두 노드 간의 메시지에 사용되는 프로토콜을 동적으로 변경한다.

## 같이 보기
- 스케줄링 (컴퓨팅)
- LTE 어드밴스트
- OFDMA
- 소프트웨어 정의 라디오